# Mellby göl
Mellby göl är en sjö i Eksjö kommun i Småland och ingår i Emåns huvudavrinningsområde.